# KURITAカンパニー
KURITAカンパニーは栗田芳宏が主宰して日本の新潟市を拠点に活動する劇団である。主にウィリアム・シェイクスピア作品の公演を行なっている。

## 芸術理念
主宰者の栗田は、公式ウェブサイトにて以下のように記している。

## 所属者
出典は公式ウェブサイト。
- 栗田芳宏（主宰）
- 荒井 和真
- 今井　明
- 大家 貴志
- 羽音きみ子
- 佐藤 みき
- 近　智子
- 桜丸比呂子
- 中澤里香
- 丸山 柊太
- 大門和佳子
- 山本 淳子
- 倉俣　萌
- 古泉 博之
- 廣田　淳

## 公演作品
出典は公式ウェブサイト。
- リア王（旗揚げ公演）
- オセロー
- ペリクリーズ
- ヴェニスの商人
- シラノ・ド・ベルジュラック
- 王女メディア
- 名無しの情話集